# Nesenicocephalus hawaiiensis
Nesenicocephalus hawaiiensis är en insektsart som beskrevs av Robert L. Usinger 1939. Nesenicocephalus hawaiiensis ingår i släktet Nesenicocephalus och familjen Enicocephalidae. Inga underarter finns listade i Catalogue of Life.